# But by Fall
But by Fall（バットバイフォール）は、日本の4人組ロックバンド。所属事務所はビーイング。
2017年6月30日に解散を発表し、同年10月8日に渋谷O-Crestにてラストライブを開催し解散した。

## メンバー
- Kento
  - ボーカル&ギター。静岡県出身。
- Kazuya
  - ボーカル&ギター。静岡県出身。
- Akkie
  - ベース&コーラス。千葉県出身。
- Tatsuya
  - ドラム。千葉県出身。

## ミュージックビデオ
| 監督     | 曲名                           |
| 瀧澤雅敏 | 「Welcome to My Broken Heart」 |
| 瀧澤雅敏 | 「The Reckless」               |
| UGICHIN  | 「One More Time」              |
| 不明     | 「I Want」                     |

## 主なライブ

### ワンマンライブ・主催イベント
- 2009年（15公演） - 初全国ツアー
- 2010年 - 自主企画「JOIN THE PARADE」
- 2010年 - ONE BUCK TUNER×NO MOSS×But by Fall「three ways ～スリーマンライブ～」
- 2010年 - MISSPRAY×SOMETHING RIOT×But by Fall「AttacKK　TOUR’10」
- 2011年（31公演） - Take Back Your Romance Tour
- 2015年（31公演） -“Believers’War” Release Tour 2015
- 2016年（18公演） -“Into the Sky” Release Tour 2016
- 2017年（2公演） - But by Fall -The Last Live-

### 出演イベント
- 2010年 - CATCH ALL SHOW 2010
- 2010年 - A PHOENIX FOREVER “this is why we can’t have nice things” JAPAN TOUR
- 2011年 - CATCH ALL TOURS 2011
- 2011年 - ダムド「35th Anniversary Tour」
- 2013年5月26日 - 初ワンマンライブ
- 2011年10月09日 - RED LINE TOUR 2011
- 2012年09月29日 - ALL OFF「Start Breathing Release Tour」
- 2012年12月28日 - [NOID] -2012 FINAL-
- 2013年12月01日 - Shimokitazawa SHELTER 22nd Anniversary ROACH & But by Fall pre -2MAN SHOW-【バットバイローチ】
- 2013年12月26日 - [NOiD] -2013 FINAL- supported by Budweiser